# 寺井政数
寺井 政数（てらい まさかず、1905年（明治38年）10月12日 - 1983年（昭和58年）10月10日）とは、能楽囃子方、笛方森田流能楽師（職分）。

## 来歴
愛知県名古屋市に生まれ、父の寺井三四郎、森田操に師事。12歳で初舞台。1927年（昭和2年）東京音楽学校選科卒業。1954年（昭和29年）第一回渡欧能楽団の一員としてヴェニス音楽祭に参加。1957年（昭和32年）日本能楽会（重要無形文化財保持者に総合認定された者の団体）が結成され、同年から日本能楽会会員。能楽協会理事・日本能楽会監事などを歴任し、能楽養成会の講師としても活躍した。1975年（昭和50年）勲四等瑞宝章。1983年（昭和58年）没、法名は「誠温院法壽日政居士」。

## DVD

### 演能作品
- 能楽名演集2 観世流「鞍馬天狗・白頭」梅若実 梅若景英 寺井政数 幸円次郎 佐伯実 金春惣右衛門／「恋重荷」観世銕之丞（雅雪）、NHKエンタープライズ
- 能楽名演集3 能 観世流『俊寛』観世寿夫／能『猩々乱』観世寿夫 宝生弥一 寺井政数 幸祥光 安福春雄 金春惣右衛門、NHKエンタープライズ

### 舞囃子
- 能楽名演集1「仕舞独吟一調舞囃子集」／舞囃子『清経』後藤得三 寺井政数 幸圓次郎 瀬尾乃武、NHKエンタープライズ